# Бьюсема, Джон
Джон Бьюсема (англ. John Buscema; имя при рождении — Джованни Натала Бьюсема (англ. Giovanni Natale Buscema); 11 декабря 1927 — 10 января 2002) — американский художник комиксов. Старший брат Сэла Бьюсема.

## Ранние годы
Бьюсема родился в Бруклине. Его родители были сицилийцами, которые эмигрировали из Поццалло. Джонанни проявлял интерес к рисованию в раннем возрасте, копируя такие комиксы, как Popeye. В подростковом возрасте он проявил интерес как к комиксам о супергероях, так и к приключенческим комиксам.
Бьюсема окончил Манхэттенскую среднюю школу музыки и искусства.

## Личная жизнь
Бьюсема к моменту своей смерти жил в Порт-Джефферсоне на Лонг-Айленде и был женат на Долорес Бушема, от которой у него были сын Джон-младший и дочь Дайанна. Его внучка Стефани — внештатный иллюстратор и карикатурист.
У Бьюсемы был диагностирован рак желудка, и он умер 10 января 2002 года в возрасте 74 лет. Джон был кремирован с ручкой художника в руке.

## Награды и признание
- 1968: Alley Award — «Best Full-Length Story» / «Best New Strip» за The Silver Surfer[11]
- 1969: Alley Award — «Best Full-Length Story» за The Silver Surfer[12]
- 1974: Shazam Award — «Best Penciller»[13]
- 1977: Eagle Award — «Favourite Single Comicbook Story» за Howard the Duck[14]
- 1978: Inkpot Award[15]
- 1997: Spanish Haxtur Awards — «Author that We Loved»[16]

Помимо наград, в 2002 году Бьюсема попал в Зал славы комикса Уилла Айснера, и в том же году испанская Haxtur Awards учредила Special John Buscema Award в честь художника.